# ثيودور ساندل
ثيودور ساندل (و. 1845 – يوليو 1902 م) هو مهندس معماري، ومساح ألماني، ولد في هايلبرون، توفي في القدس.